# Federico Borromeo

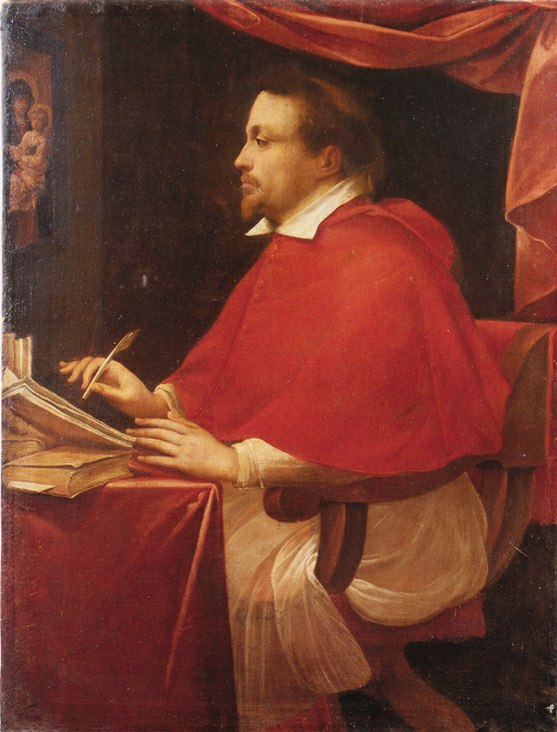
Kardinal Federico Borromeo (Ölgemälde von Giulio Cesare Procaccini – 1610)

Federico Borromeo (der Ältere) (* 18. August 1564 in Mailand; † 22. September 1631 in Mailand) war ein Kardinal der römisch-katholischen Kirche. Er gehörte dem italienischen Adelsgeschlecht der Borromeo an. Dem Cousin des 1610 heiliggesprochenen Kardinals Carlo Borromeo wurde durch Alessandro Manzoni in seinem historischen Roman I promessi sposi ein literarisches Denkmal gesetzt.

## Leben und Wirken

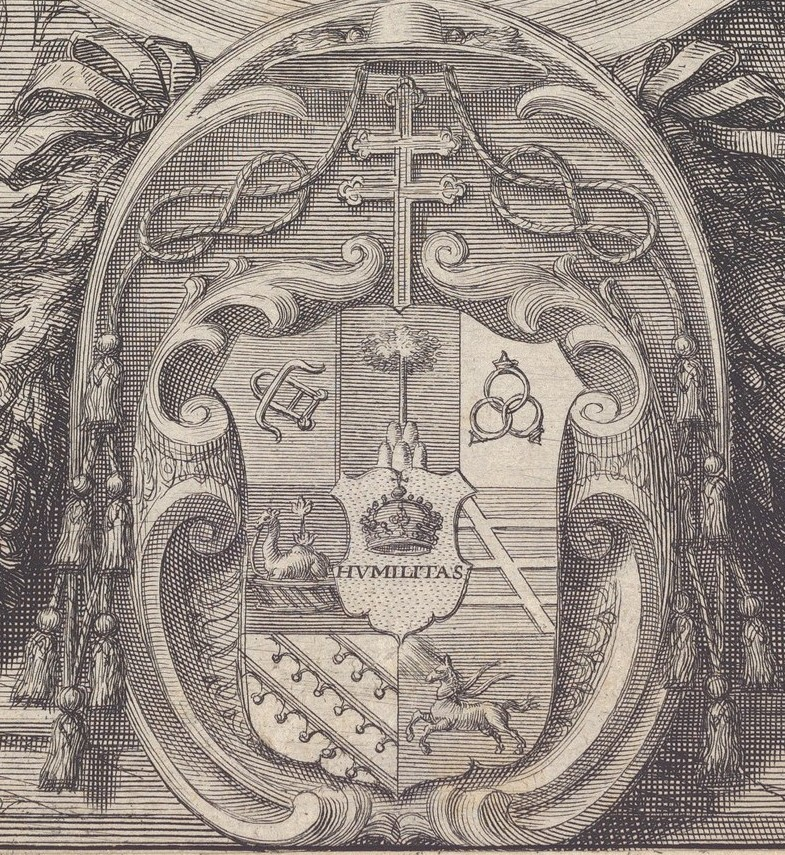
Kardinalswappen

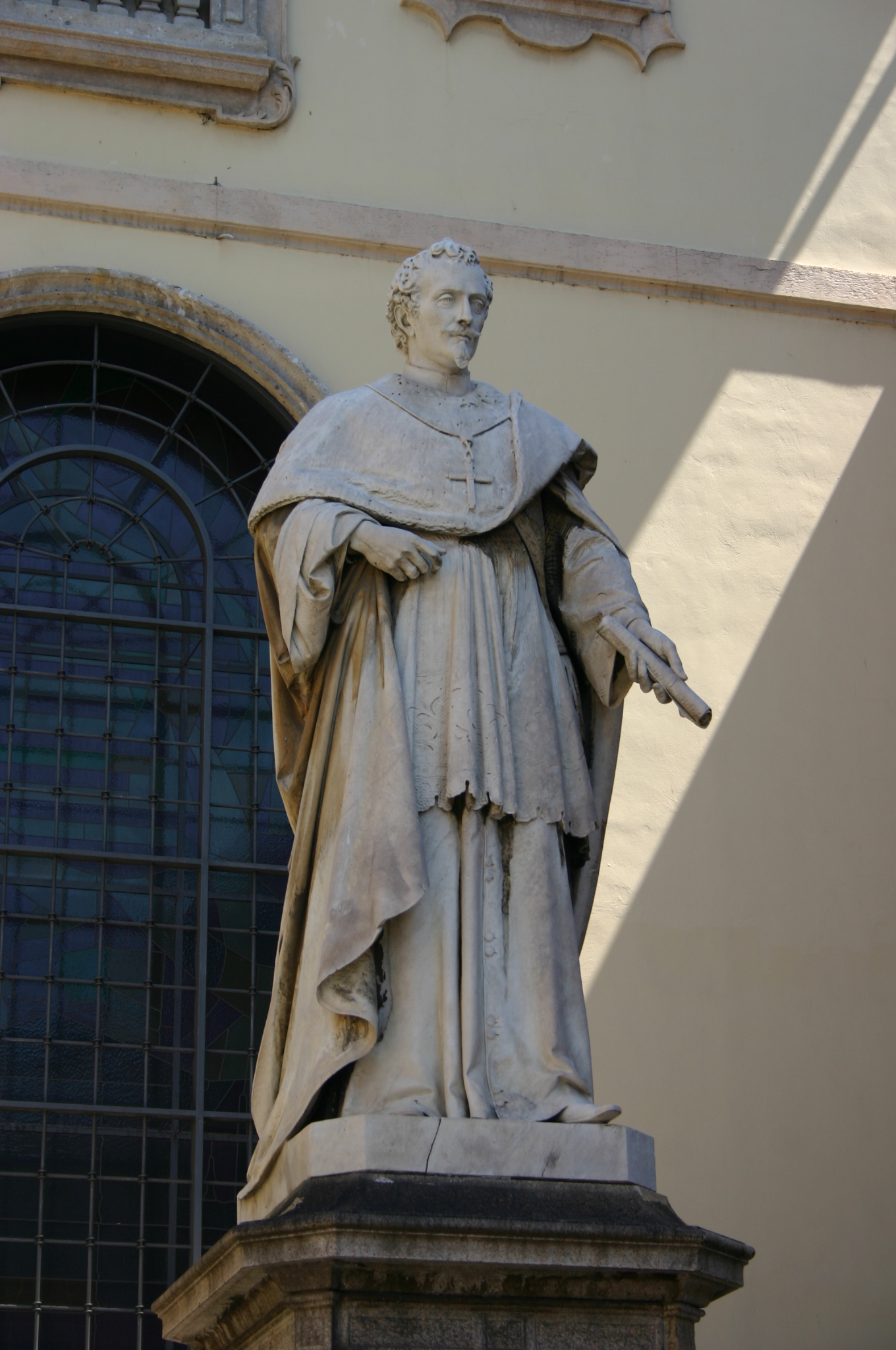
Costanzo Corti, Kardinal Federico Borromeo

Schon im Alter von 23 Jahren erhielt Federico Borromeo durch Papst Sixtus V. im Konsistorium vom Dezember 1587 den roten Hut, um im Januar 1588 zum Kardinaldiakon mit der Titelkirche Santa Maria in Domnica ernannt zu werden. Ein Jahr später wechselte er zu Santi Cosma e Damiano, schon im März 1589 zu Sant’Agata dei Goti und von 1591 bis 1593 hatte er die Titeldiakonie San Nicola in Carcere inne. Papst Clemens VIII. nahm Borromeo 1593 in die Klasse der Kardinalpriester auf und wies ihm im September als Titelkirche Santa Maria degli Angeli zu. Erst jetzt wurde er am 7. Dezember 1593 zum Priester geweiht. 
Im April 1595 erhob ihn derselbe Pontifex zum Erzbischof von Mailand und erteilte Borromeo am 11. Juni persönlich die Bischofsweihe. Federico Borromeo erwog ernsthaft, die Ernennung abzulehnen, weil er das Gefühl hatte, dem Vorbild seines berühmten Cousins nicht gerecht zu werden. Bereits seine Mutter hatte dem heranwachsenden Jungen Kardinal Carlo Borromeo stets als Vorbild genannt. Während Carlo Borromeo von zupackender Art war, war Federico Borromeo jedoch eher zurückhaltender Natur. Nachdem sein Cousin ihm ein Studium bei dem Reformbischof Gabriele Paleotti in Bologna ermöglichte, wollte Federico sogar Mönch werden und sich völlig dem weltlichen Leben entziehen. Dies war allerdings nicht im Sinne seiner Familie, die sich durchaus den geistlichen Stand für ihn vorstellen konnte. Allerdings sollte er eine Position einnehmen, die es ihm ermöglichte, die Grafenfamilie der Borromeo weiterhin zu fördern. Carlo Borromeo sorgte daher dafür, dass Federico eine Ausbildung erhielt, die eher einer Laufbahn im weltlichen Klerus entsprach.

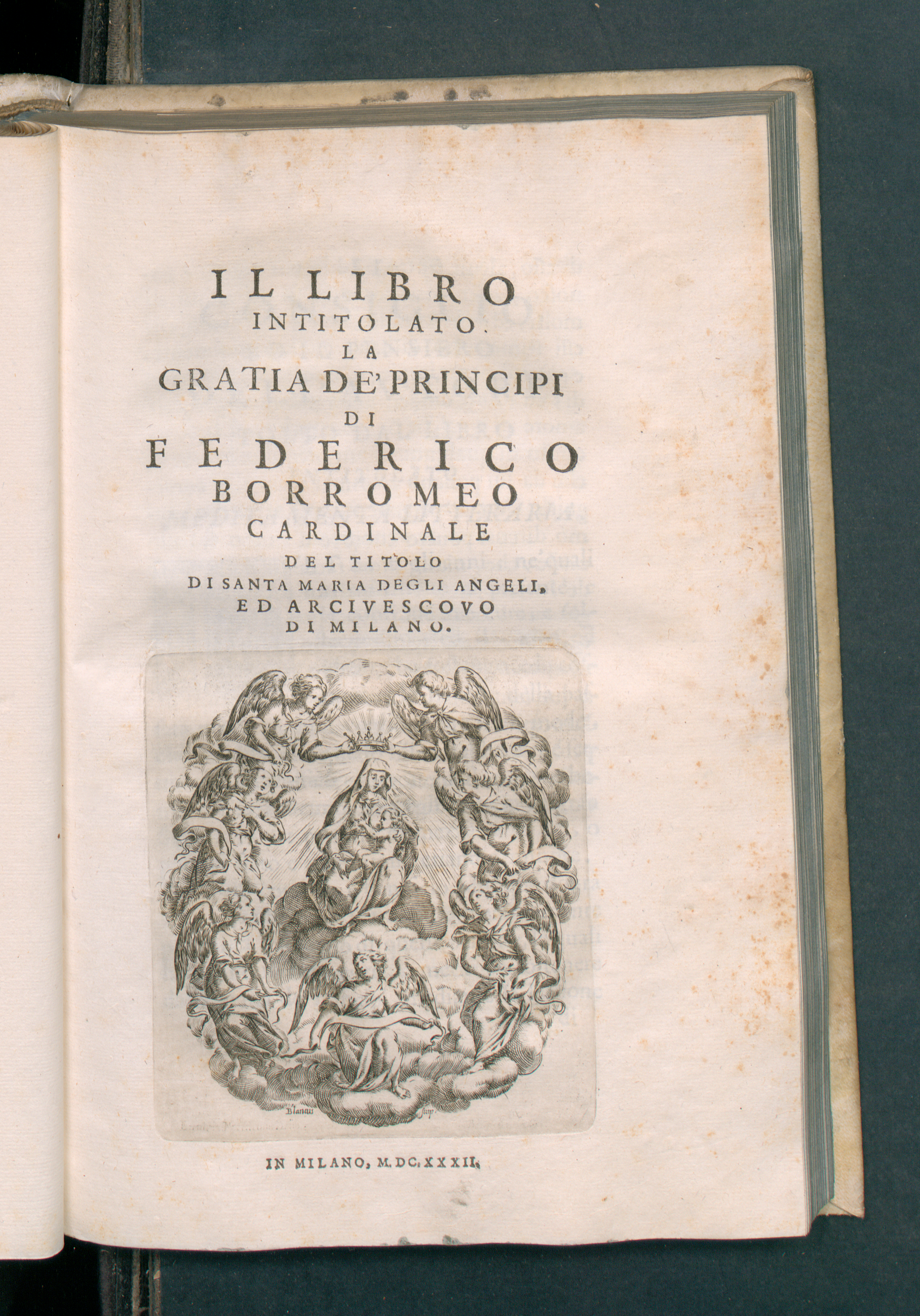
Gratia de' principi, 1632

Im Kardinalskollegium gehörte er zu den reformfreudigen Kardinälen. Er nahm intensiv am kulturellen, künstlerischen und wissenschaftlichen Leben in Rom teil. Als Erzbischof von Mailand begründete er die Biblioteca Ambrosiana, der eine Künstlerakademie und eine heute noch zu besichtigende Gemäldesammlung angeschlossen waren. Zu den von ihm geförderten Künstlern gehörte neben Mailänder Malern wie Giulio Cesare Procaccini und Giovanni Battista Crespi gen. Cerano auch der Flame Jan Brueghel d. Ä., mit dem er eine jahrzehntelange Korrespondenz pflegte.

## Nachleben in der Literatur
Manzoni beschreibt – basierend auf Quellen des 17. Jahrhunderts – die Haltung Borromeos angesichts der Mailänder Pestepidemie von 1630 als die eines aufgeklärten Humanisten.

## Textausgaben und Übersetzungen
- Kenneth S. Rothwell, Pamela M. Jones (Hrsg.): Federico Borromeo: Sacred Painting. Museum. Harvard University Press, Cambridge (Massachusetts) 2010, ISBN 978-0-674-04758-7 (lateinischer Text und englische Übersetzung von De pictura sacra und Musaeum)